# Aliança Republicana e Socialista
Aliança Republicana e Socialista (ARS) foi uma coligação política portuguesa constituída em 1931 pelos sectores republicanos e socialistas que se opunham ao governo da Ditadura Nacional implantado na sequência da Revolução Nacional de 28 de Maio de 1926. A coligação preconizava uma via de transição pacífica para a democracia plena através da realização de eleições livres. Em Julho de 1931 a Aliança Republicana e Socialista foi autorizada a iniciar a sua campanha eleitoral e chegou a apresentar um programa na imprensa, com autorização governamental. Face à eclosão do movimento do 26 de Agosto de 1931, a campanha seria quase de imediato cancelada e a frente extinta, com alguns dos seus dirigentes, incluindo o seu secretário, o professor José António Simões Raposo (1875-1948), a sofrerem penas de prisão e de desterro.

## Enquadramento político
Aproveitando a relativa abertura política produzida pelo lançamento do processo de recenseamento eleitoral, a Aliança Republicana e Socialista foi constituída como uma frente de partidos republicanos e do Partido Socialista, sendo liderada pelo general José Norton de Matos (1867-1955) e tendo como dirigentes Mendes Cabeçadas, José António Simões Raposo (1875-1948), Manuel Tito de Morais (1910-1999), o embaixador Duarte Leite, os advogados socialistas Amílcar Ramada Curto e Mário de Castro e o professor Mário de Azevedo Gomes.
No entanto, a oposição reviralhista era cada vez mais minoritária, tendo a ditadura conseguiu adormecer uma boa parte da oposição republicana através da promessa de eleições municipais nos finais de 1931. Óscar Carmona e o Ministro do Interior vão ao ponto de receberem uma delegação da Aliança Republicana e Socialista, com quem acordam um adiamento do recenseamento eleitoral e os termos em que seria autorizada a campanha oposicionista, a qual, porém, se deveria abster de ataques à ditadura.
A campanha eleitoral iniciou-se em Julho e estava em curso por vários pontos do país quando estalou a revolta do 26 de Agosto de 1931. O diálogo da ditadura com os velhos partidos termina abruptamente e muitos dos dirigentes da Aliança Republicana e Socialista, e ela própria, são vítimas da vaga repressiva que se seguiu ao fracasso da última tentativa insurreccional do movimento reviralhista.